# Giovanni Ardizzone
Giovanni Ardizzone (Castano Primo, 1941 – Milano, 27 ottobre 1962) è stato un attivista e pacifista italiano.

## Biografia
Figlio unico di farmacisti, era iscritto alla Facoltà di Medicina e Chirurgia dell'Università degli Studi di Milano e al Collegio Universitario Fulvio Testi, alle porte di Sesto San Giovanni. Muore il 27 ottobre 1962 durante una manifestazione pacifista e di protesta organizzata dalla CGIL in piazza Duomo a Milano contro la Crisi dei missili di Cuba.

### La militanza politica
Nonostante la sua confessione politica sia stata storicamente ritenuta come comunista, l'esperienza sociale e politica di Giovanni Ardizzone era cominciata nelle file dell'Azione Cattolica da giovanissimo, con una successiva adesione al Movimento Sociale Italiano datata 25 giugno 1958. La sua conversione alla lotta anti-imperialista è avvenuta con il suo ingresso all'università e il suo concomitante trasferimento nella più moderna e vivace realtà metropolitana milanese, dove si iscrisse alla Federazione giovanile comunista.

### La morte
Riunitisi per il comizio i dimostranti procedevano alla formazione dei cortei che avrebbero sfilato per Milano allo slogan  "Indipendenza per Cuba", "Cuba sì, yankee no", "Pace, Pace", "Disarmo", "Fuori le basi nordamericane" muniti di cartelli e striscioni. Dopo l'arrivo in piazza Duomo del corteo, il comando della Polizia di Stato dette l'ordine di disperdere il corteo. Fu così che il terzo battaglione celere di Padova (specializzato in operazioni anti-manifestazioni) diede vita, secondo le testimonianze, ad un carosello di mezzi blindati e si scagliava contro la testa del corteo travolgendo Nicola Giardino 38 anni, muratore, Giovanni Scalmana, 57 anni, operaio e Giovanni Ardizzone 21 anni studente, schiacciandolo contro una saracinesca. Giovanni Ardizzone morì il pomeriggio stesso all'ospedale Fatebenefratelli, gli altri due dimostranti (sei secondo altre fonti) furono dichiarati fuori pericolo qualche giorno dopo. I feriti tra i militari furono sei, di cui uno ricoverato in ospedale con prognosi riservata per contusione craniale e stato di choc; mentre gli altri hanno riportato lesioni varie giudicate guaribili da un minimo di quattro a un massimo di 7 giorni».

### Le reazioni
Alla notizia della morte di Giovanni Ardizzone, i dimostranti si armavano di pietre e bastoni e si scagliavano contro le forze di polizia costringendole più volte alla ritirata. Successivamente le stesse forze di polizia davano inizio ad una caccia all'uomo per le vie di Milano ed effettuavano numerosi arresti. Nella notte tra sabato e domenica veniva iniziato un sit-in ad oltranza sul luogo della morte di Giovanni, dove nel frattempo giungevano numerose persone con fiori e cartelli. Lunedì 29 ottobre gli operai delle fabbriche milanesi entravano in sciopero per protestare contro la sua morte mentre nelle università venivano sospese le lezioni. Ai funerali partecipò una folla di più di 5.000 persone.

### Le versioni

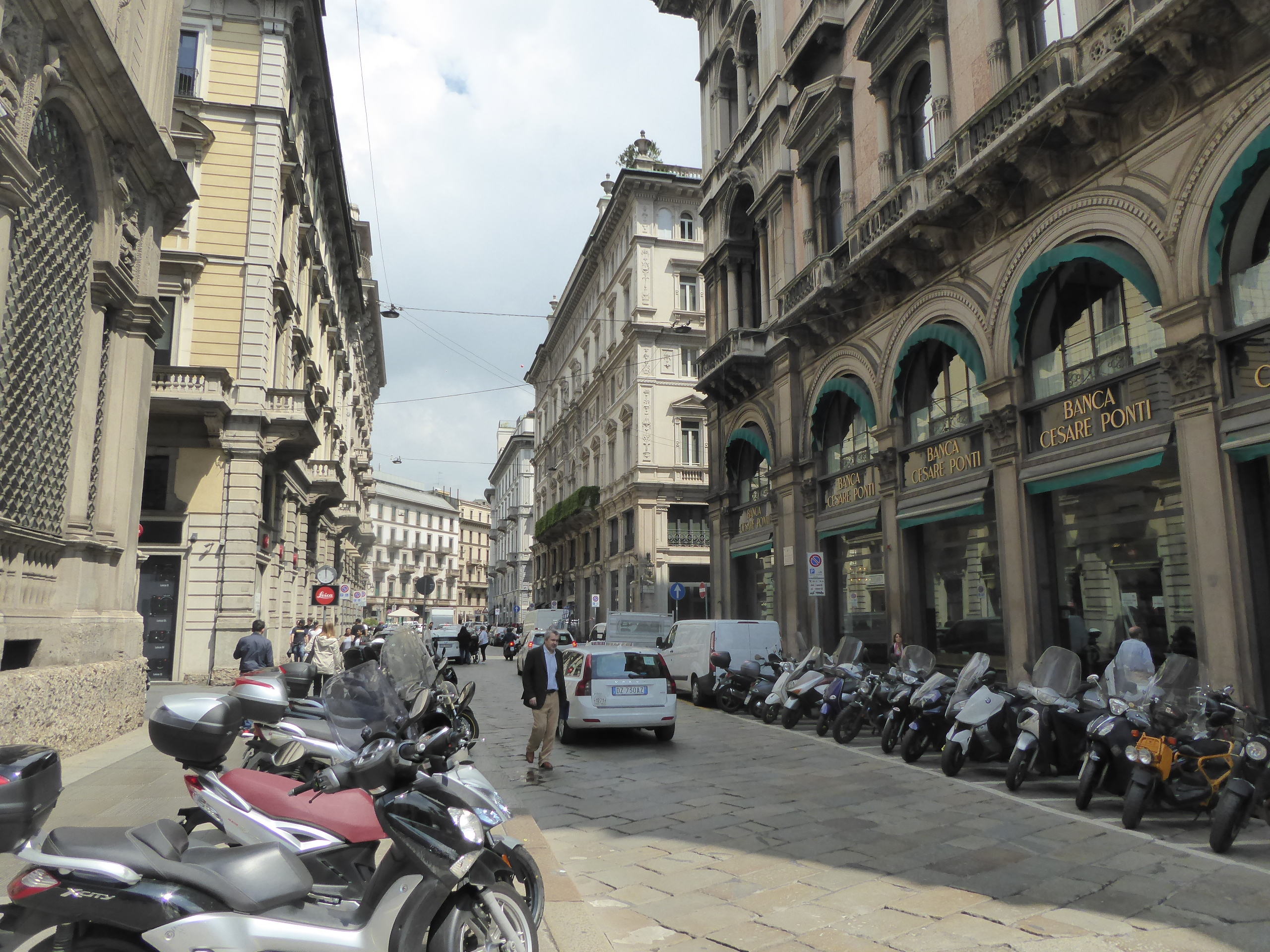
via Mengoni a Milano

L'omicidio in cui Giovanni Ardizzone perse la vita fu oggetto di un tentativo di insabbiamento da parte del governo nella persona del ministro dell'interno Paolo Emilio Taviani che lo definì un banale incidente stradale. Diversa invece la versione resa dal quotidiano "La Stampa" a due giorni dall'accaduto, nella quale si sostenne che il giovane avesse perso conoscenza perché "colpito da un sasso", per poi essere calpestato dalla folla che "batteva in ritirata sotto l'incalzare delle caminionette".
Altrettanto differente la testimonianza resa da Nicola Giardino, muratore di 38 anni che in quegli stessi attimi, recandosi a fare acquisti in un grande magazzino a breve distanza, veniva a trovarsi al centro delle cariche che determinavano il di lui ferimento: due grosse camionette a «fortissima velocità» verso di lui ed altri che si trovavano nello stesso posto, «La gente intorno a me gridava disperatamente, mentre tutti cercavano di scappare» e «ho visto la jeep che mi aveva evitato di un soffio, passare sopra ad un corpo. Ho saputo dopo che si trattava dello studente morto all'ospedale». Durante la conferenza stampa convocata tardivamente in serata dai funzionari si affermava che il giovane impervessasse in prognosi riservata benché il trapasso si fosse consumato da oltre 30 minuti.
Al processo fu stabilito, anche sulla base delle testimonianze fornite da Filippo Lo Faro, vigile urbano in servizio durante la manifestazione e Piergiorgio Zurleni, studente anch'egli presente, che l'Ardizzone fu ucciso casualmente dalla folla in fuga, sebbene nessuno degli stessi avesse assistito al particolare momento dell'investimento.
Tale ricostruzione non fu mai accettata dalla maggioranza dell'opinione pubblica.

### La vicenda in parlamento
Sebbene la vicenda abbia avuto un forte impatto sull'opinione pubblica, restando per molti anni un tema caro alle militanze, la stessa non divenne mai un vero "cavallo di battaglia" degli esponenti dei partiti di sinistra, definiti "miglioristi", che erano inclini ad un sentimento più moderato rispetto al clima che cominciava ad emergere dalle manifestazioni operaie e studentesche di piazza, allora considerate anarcoidi e velleitarie.

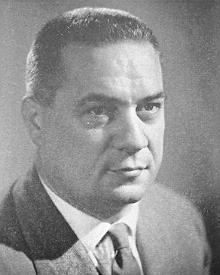
L'On. Davide Lajolo, presente alla manifestazione

In data 29 ottobre il ministro Taviani riferirà in parlamento che «nonostante i reiterati inviti», «l'ordine di sciogliersi» e «facendo suonare le sirene del reparto di polizia»,  i dimostranti proseguivano verso Piazza del Duomo, dove asportavano blocchi di cemento e cavalletti del vicino cantiere buttandoli nella sede stradale facendo intervenire in un primo momento gli agenti per rimuovere gli ostacoli e sciogliere l'assembramento. Solo successivamente un gruppo di circa 100 manifestanti spostatisi verso via Mengoni e Largo Santa Margherita dando luogo ad un ulteriore blocco del traffico determinavano ripetuti interventi degli agenti che intervenivano con auto e camionette «per ristabilire l'ordine indubbiamente turbato», parlando inoltre di indagini in corso per appurare le cause del decesso.
Dichiarazioni immediatamente contestate dall'On. Davide Lajolo, deputato milanese che, presente alla manifestazione, riferiva di aver assistito egli stesso all'investimento, negando inoppugnabilmente la dinamica rappresentata dal ministro, sia circa l'ausilio di oggetti o armi improvvisate da parte della folla, sia la circostanza in cui vi sarebbero stati inviti a disperdersi da parte delle autorità, aggiungendo che l'Ardizzone perdeva la vita perché «buttato a terra da una camionetta e travolto da un'altra». Il deputato comunista, deplorava inoltre che fosse stato chiamato per l'occasione il «famigerato» battaglione "Padova", normalmente non stanziato a Milano, imputando al Questore la responsabilità dell'incidente e associandosi poi alla richiesta socialista di rimuovere il funzionario dal suo posto.

## Dediche

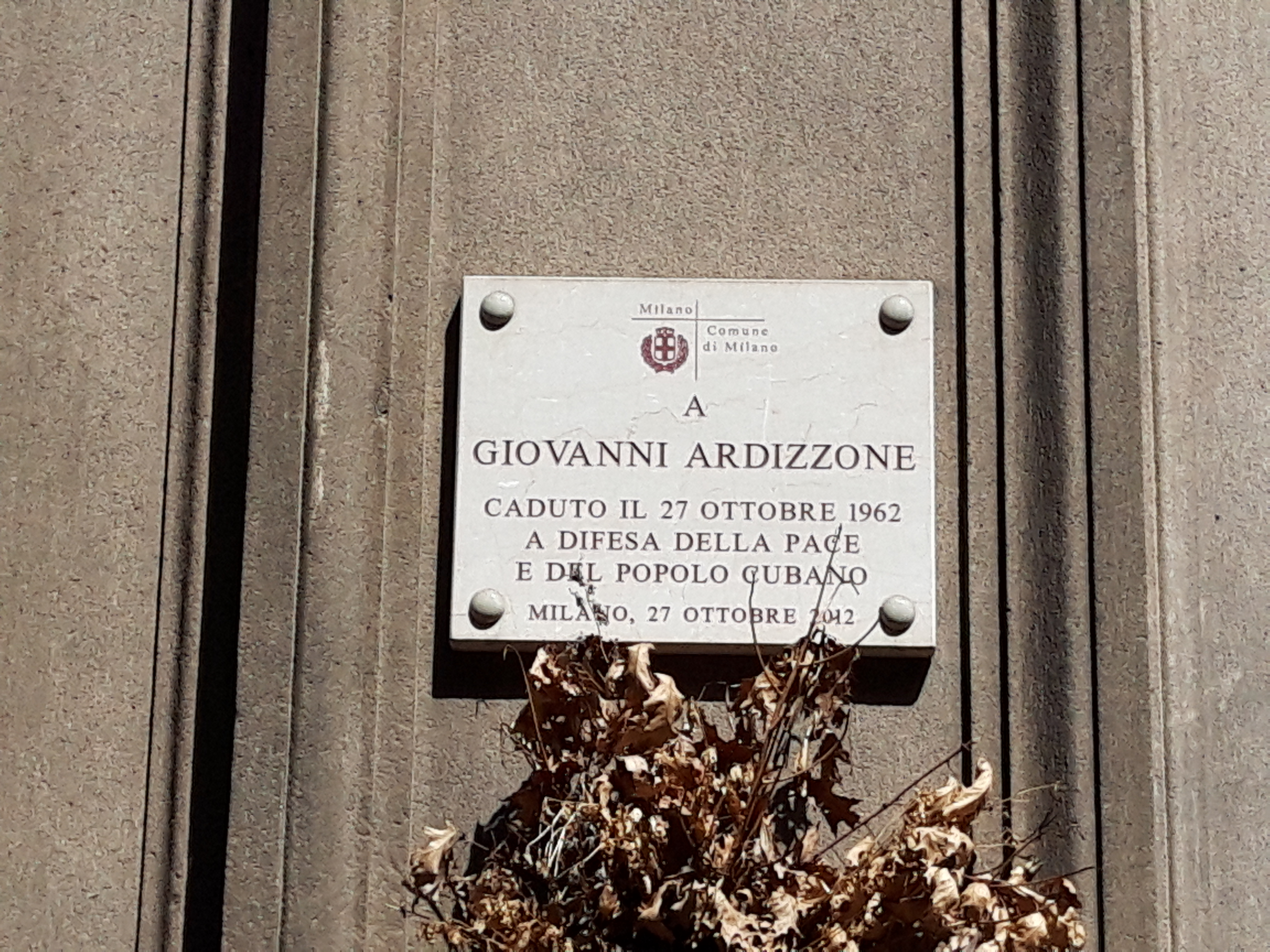
La targa dedicata a Giovanni Ardizzone in via Mengoni a Milano

Il comune di Castano Primo (MI), suo comune di nascita, ha intitolato a Giovanni Ardizzone la piazza in cui settimanalmente si svolge il mercato cittadino, al cui centro è dipinta la sagoma di un corpo esanime dal cui petto fuoriesce una macchia rossa, stante ad indicarne il sangue. La suddetta opera è stata oggetto di un deturpamento, per essere poi successivamente ripristinata e a cui è stata aggiunta la scritta "la memoria non si cancella".
Nell'ottobre 2012, il Comune di Milano (giunta Pisapia) ha posto una lapide in Via Mengoni: "Giovanni Ardizzone caduto il 27 ottobre 1962 a difesa della pace e del popolo cubano".
Il governo cubano dedicò a Giovanni Ardizzone la facoltà di medicina dell'Università dell'Isola della Gioventù, dove studiano infermieri provenienti dal terzo mondo e una sua foto è esposta nell'aula magna di Nueva Gerona.
Il cantautore Ivan Della Mea gli dedicò una canzone, intitolata appunto "La Ballata dell'Ardizzone".